# Hockenheim
Hockenheim é uma cidade da Alemanha localizada no distrito de Rhein-Neckar-Kreis, região administrativa de Karlsruhe, estado de Baden-Württemberg. Está situada a vinte quilômetros ao sul de Mannheim.
É uma das seis maiores cidades do distrito de Rhein-Neckar-Kreis. Em 1999, o número de habitantes ultrapassou o de 20.000. Por isso, em 2001, o governo de Hockenheim concordou em formar um corpo administrativo central com as municipalidades vizinhas  de Altlußheim, Neulußheim e Reilingen. É cidade-irmã da cidade francesa de Commercy e da cidade norte-americana de Mooresville.

## Política
| Após as últimas eleições locais realizadas em 13 de junho de 2004, o conselho local de Hockenheim é composto por vinte e dois membros, que possuem o título de "Stadtraetin/Stadtrat". A cidade é governada pelo prefeito, que é eleito diretamente pela população a cada oito anos. Seu representante permanenete é o "Erste Beigeordnete", que possui a designação de "Bürgermeister". |

## Brasão
Adotado em 1609, o Brasão de Hockenheim possui dois ganchos prateados inclinados diagonalmente formando uma cruz, sob um coroado leão dourado.  O leão é o animal do "Eleitorado do Palatinato" (Kurpfalz), à qual pertence Hockenheim. Os ganchos são provavelmente oriundos do nome do lugar.  A forma dos símbolos mudou muitas vezes, mas foi definida na forma atual por uma lei municipal de 1895.

## Esportes
|  |

O Hockenheimring, um autódromo construído em 1932, tornou-se a casa do Grande Prêmio da Alemanha de Fórmula 1.  Ele sediou seu primeiro evento de Fórmula 1 em 1970, e o recebeu vinte e oito vezes nos últimos trinta e cinco anos, incluindo todas as corridas entre 1986 e 2006 .

## Lugares de interesse
| Em 1986, foi aberto o museu Motorsport em Hockenheimring. A caixa d'água do município, construída em 1910 em estilo art nouveau, é o marco da cidade. Outras construções de importância histórica incluem a Igreja Protestante de 1906 em estilo neo-barroco projetada pelo arquiteto Hermann Behaghel; a Igreja Católica (1910), construída em art nouveau com uma grande torre, por Johannes Schroth; e a antiga Igreja Católica (1817), funcionando hoje como centro comunitário, que possui uma torre em estilo gótico tardio na construção em estilo clássico. |

## Cidades-irmãs
- Mooresville, Estados Unidos da América
- Commercy, França